# Теорема Бертрана — Диге — Пюизё
Теорема Бертрана — Диге — Пюизё  выражает гауссову кривизну либо в терминах длины геодезической окружности, либо в терминах площади геодезического диска.
Теорема принадлежит Жозефу Бертрану, Виктору Пюизё и Шарлю Франсуа Диге.

## Формулировка
Пусть {\displaystyle P} — точка на гладкой поверхности {\displaystyle M}. Геодезической окружностью радиуса {\displaystyle r} с центром в точке {\displaystyle P} называют множество всех точек поверхности {\displaystyle M}, геодезическое расстояние которых от точки {\displaystyle P} равно {\displaystyle r}.
Пусть {\displaystyle C(r)} — длина этой геодезической окружности, а {\displaystyle A(r)} — площадь диска, содержащегося внутри этой окружности. Теорема Бертрана–Диге–Пюизё утверждает, что
{\displaystyle K(P)=\lim _{r\to 0^{+}}3{\frac {2\pi r-C(r)}{\pi r^{3}}}=\lim _{r\to 0^{+}}12{\frac {\pi r^{2}-A(r)}{\pi r^{4}}}.}